# Acronicta bivirgae
Acronicta bivirgae är en fjärilsart som beskrevs av Tutt 1888. Acronicta bivirgae ingår i släktet Acronicta och familjen nattflyn. Inga underarter finns listade i Catalogue of Life.